# The Coward's Flute
The Coward's Flute è un cortometraggio muto del 1911 diretto da Ulysses Davis e prodotto dalla Champion Film Company di Mark M. Dintenfass. Il film era interpretato da William H. Crane (1845–1928) qui alla sua prima apparizione sullo schermo, un attore teatrale che, nella sua carriera, avrebbe lavorato saltuariamente anche per il cinema.

## Produzione
Il film fu prodotto dalla Champion Film Company, una compagnia indipendente che Dintenfass aveva fondato nel 1909, stabilendone gli studi a Fort Lee, nel New Jersey.

## Distribuzione
Distribuito dalla Motion Picture Distributors and Sales Company, il film - un cortometraggio di una bobina - uscì nelle sale cinematografiche USA il 18 dicembre 1911.